# عباس زرين (مقاطعة فسا)
عباس زرين (بالإنجليزية: Tolombeh-ye Abbas Zarian)‏ هي human-geographic territorial entity تقع في فارس في إيران.